# Reprezentacja Szwecji w piłce nożnej mężczyzn
Reprezentacja Szwecji w piłce nożnej mężczyzn – zespół biorący udział w imieniu Szwecji w zawodach piłkarskich.
Szwecja jest dwunastokrotnym uczestnikiem turnieju o Mistrzostwo Świata (srebrny medal w 1958, brązowy w 1950 i 1994 roku), sześciokrotnie grała na Mistrzostwach Europy i siedmiokrotnie na Igrzyskach Olimpijskich (złoty medal w 1948, brązowy w 1924 i 1952). Niebiesko-żółci są od 1904 roku zrzeszeni w FIFA i od 1954 w UEFA.
Domowym stadionem jest Friends Arena w Solnie. Trenerem kadry jest Janne Andersson, a kapitanem Andreas Granqvist.
Szwecja jest pierwszą reprezentacją zrzeszoną w UEFA, która rozegrała ponad 1000 oficjalnych spotkań (stan na dzień 15 czerwca 2022 – 1082 spotkania, 533 wygrane, 229 remisów i 320 przegranych).

## Historia
Pierwszy mecz międzypaństwowy reprezentacja Szwecji w piłce nożnej rozegrała w 1908 roku, wygrywając z Norwegią 11:3. W 1962 roku Lennart Nyman został pierwszym selekcjonerem reprezentacji. W poprzednich latach kadra zespołu narodowego wybierana była przez specjalną komisję.
Szwecja swoje największe piłkarskie sukcesy odnosiła w latach 50. Na Mistrzostwa Świata 1950 jechała jako triumfator rozgrywanych dwa lata wcześniej Igrzysk Olimpijskich. W Brazylii w rozgrywkach grupowych wyeliminowała Włochy, a w rundzie finałowej mimo porażek 1:7 z Brazylią i 2:3 z Urugwajem w ostatnim meczu wygrała z Hiszpanią i ostatecznie zajęła trzecie miejsce w turnieju. Dwa lata później, w 1952 roku, Szwedzi zdobyli brązowy medal na Igrzyskach, a w 1958 na Mundialu rozgrywanym na ich własnym terenie dotarli do finału, w którym ulegli 2:5 Brazylii. Drużyna, w której składzie grali m.in. bramkarz Kalle Svensson, obrońca Orvar Bergmark, czy napastnicy Lennart Skoglund i Gunnar Gren, uważana jest za najsilniejszą w historii futbolu szwedzkiego.
Po okresie sukcesów reprezentacja na prawie trzy dekady popadła w przeciętność. Przez dwanaście lat nie potrafiła zakwalifikować się do mistrzostw świata, a kiedy w latach 70. już regularnie występowała na Mundialach zazwyczaj kończyła swój udział na pierwszej rundzie.
Odrodzenie szwedzkiej drużyny narodowej związane jest z osobą trenera Tommy’ego Svenssona, który od 1991 roku przez sześć lat był selekcjonerem reprezentacji. Najpierw Szwedzi bardzo dobrze zaprezentowali się na Euro 1992 – tam po raz pierwszy pokazało się nowe pokolenie piłkarzy urodzonych w drugiej połowie lat 60. z Martinem Dahlinem, Tomasem Brolinem, Jonasem Thernem, Kennetem Anderssonem, Klasem Ingessonem, Stefanem Schwarzem czy starszym od nich bramkarzem Thomasem Ravellim na czele. Dwa lata później ci sami zawodnicy, wspomagani przez dwudziestoparolatków Patrika Anderssona i Henrika Larssona, zdobyli brązowy medal na Mundialu.
Później po sukcesach na dwóch ostatnich turniejach, pod koniec lat 90. XX wieku nastąpił jednak chwilowy zastój reprezentacji, przegrywając eliminacje do Euro 1996 i Mundialu 1998. Po obu nieudanych eliminacjach Svensson pożegnał się z reprezentacją.
Od 2000 roku (z wyjątkiem Mundialu 2010 i MŚ 2014), Szwecja jest obecna na każdych mistrzostwach świata i Europy, i mimo iż prezentuje futbol nie tylko podporządkowany żelaznej taktyce, ale i jak na piłkarstwo skandynawskie bardzo efektowny, to zazwyczaj odpada albo w fazie grupowej albo w drugiej rundzie (1/8 finału mistrzostw świata lub ćwierćfinał mistrzostw Europy – z wyjątkiem Mundiali w: 1934 – ćwierćfinał, 1938 – czwarte miejsce, 1950 – trzecie miejsce, 1958 – drugie miejsce i 1994 – trzecie miejsce, oraz mistrzostw Europy w 1992 – półfinał). Przez cztery lata jako pierwsza reprezentacja w Europie prowadzona była przez dwóch równorzędnych selekcjonerów – Tomasa Söderberga i Larsa Lagerbäcka. Po Euro 2004 ten pierwszy odszedł do drużyny młodzieżowej. Ten drugi prowadził reprezentację do 2009 roku, osiągając z nią 1/8 finału mistrzostw Świata 2006 w Niemczech, oraz awansując z nią do finałów Euro 2008, które Szwedzi zakończyli na fazie grupowej. Jego następcą na stanowisku selekcjonera reprezentacji Szwecji został Erik Hamrén, który wywalczył z nią awans na mistrzostwa Europy 2012 w Polsce i na Ukrainie, oraz Euro 2016 we Francji (w obu przypadkach Szwedzi kończyli swój udział w tych imprezach na fazie grupowej). Po tych ostatnich mistrzostwach, Erik Hamrén przestał być trenerem szwedzkiej ekipy, a kolejno bramkarz Andreas Isaksson, pomocnik Kim Källström oraz napastnik tej drużyny Zlatan Ibrahimović zakończyli kariery reprezentacyjne. Następcą Erika Hamréna na stanowisku selekcjonera reprezentacji Szwecji został Janne Andersson.
Pod jego wodzą Szwedzi grali w eliminacjach do Mistrzostw Świata w Rosji 2018. Znaleźli się w grupie A razem z Francją, Holandią, Bułgarią, Luksemburgiem i Białorusią. Zajęli w niej drugie miejsce z dorobkiem dziewiętnastu punktów na koncie po sześciu zwycięstwach, remisie i trzech porażkach (taki sam bilans spotkań i dorobek punktowy mieli Holendrzy). O ostatecznej kolejności zadecydował bilans bramkowy. Pozwolił on reprezentacji Szwecji awansować do baraży, w których spotkała się ona z reprezentacją Włoch. Po zwycięstwie w pierwszym meczu w Sztokholmie 1:0, w rewanżu na San Siro w Mediolanie padł bezbramkowy remis co dało kadrze „Trzech Koron” pierwszy od 2006 roku awans na mundial.
Szwedzi na turnieju w Rosji grali w grupie F razem z Niemcami, Meksykiem i Koreą Południową. Po zwycięstwie 1:0 z Koreańczykami w pierwszym meczu przyszła minimalna porażka 1:2 z Niemcami oraz zwycięstwo 3:0 z Meksykiem. Pozwoliło to ostatecznie reprezentantom Szwecji awansować z pierwszego miejsca w grupie do 1/8 finału. Po zwycięstwie ze Szwajcarią 1:0 awansowali do ćwierćfinału, gdzie zmierzyli się z Anglią. Przegrali ten mecz 0:2 i odpadli z turnieju.
W eliminacjach do Mistrzostw Świata w Piłce Nożnej 2022, Szwecja zajęła drugie miejsce w grupie B i zakwalifikowała się do baraży. W półfinale wyeliminowała reprezentację Czech po dogrywce, ale 29 marca 2022 roku przegrała w finale na Stadionie Śląskim z reprezentacją Polski 0:2.

## Skład
26-osobowa kadra na Mistrzostwa Europy 2020, które odbyły się w dniach 11 czerwca 2021–11 lipca 2021. Występy i gole aktualne na 20 czerwca 2021.
| Nr         | Imię i nazwisko             | Data urodzenia       | Występy   | Gole      | Klub              |
| Bramkarze  | Bramkarze                   | Bramkarze            | Bramkarze | Bramkarze | Bramkarze         |
| ---------- | --------------------------- | -------------------- | --------- | --------- | ----------------- |
| 1          | Robin Olsen                 | 8 stycznia 1996      | 40        | 0         | Everton           |
| 12         | Karl-Johan Johnsson         | 28 stycznia 1990     | 9         | 0         | FC Kopenhaga      |
| 13         | Kristoffer Nordfeldt        | 23 czerwca 1989      | 14        | 0         | SK Gençlerbirliği |
| Obrońcy    |                             |                      |           |           |                   |
| 2          | Mikael Lustig               | 13 grudnia 1986      | 90        | 6         | AIK Solna         |
| 3          | Victor Lindelöf             | 17 lipca 1994        | 41        | 3         | Manchester United |
| 4          | Andreas Granqvist (kapitan) | 16 kwietnia 1985     | 88        | 9         | Helsingborgs IF   |
| 5          | Pierre Bengtsson            | 12 kwietnia 1988     | 38        | 0         | Vejle BK          |
| 6          | Ludwig Augustinsson         | 21 kwietnia 1994     | 32        | 2         | Werder Brema      |
| 14         | Filip Helander              | 22 kwietnia 1993     | 15        | 0         | Glasgow Rangers   |
| 16         | Emil Krafth                 | 2 sierpnia 1994      | 28        | 0         | Newcastle United  |
| 18         | Pontus Jansson              | 13 lutego 1991       | 27        | 0         | FC Brentford      |
| 24         | Marcus Danielson            | 8 kwietnia 1989      | 9         | 3         | Dalian Yifang     |
| Pomocnicy  |                             |                      |           |           |                   |
| 7          | Sebastian Larsson           | 6 czerwca 1985       | 129       | 10        | AIK Solna         |
| 8          | Albin Ekdal                 | 28 lipca 1989        | 57        | 0         | Sampdoria Genua   |
| 10         | Emil Forsberg               | 23 października 1991 | 58        | 9         | RB Leipzig        |
| 13         | Gustav Svensson             | 7 lutego 1987        | 31        | 0         | Guangzhou R&F     |
| 15         | Ken Sema                    | 30 września 1993     | 12        | 0         | Watford F.C.      |
| 17         | Viktor Claesson             | 2 stycznia 1992      | 46        | 9         | FK Krasnodar      |
| 19         | Mattias Svanberg            | 5 stycznia 1999      | 9         | 1         | FC Bologna        |
| 20         | Kristoffer Olsson           | 30 czerwca 1995      | 25        | 0         | FK Krasnodar      |
| 21         | Dejan Kulusevski            | 25 kwietnia 2000     | 13        | 1         | Juventus Turyn    |
| 21         | Jens Cajuste                | 10 sierpnia 1999     | 4         | 0         | FC Midtjylland    |
| Napastnicy |                             |                      |           |           |                   |
| 9          | Marcus Berg                 | 17 sierpnia 1986     | 86        | 24        | FK Krasnodar      |
| 11         | Alexander Isak              | 21 września 1999     | 22        | 6         | Real Sociedad     |
| 11         | Jordan Larsson              | 20 czerwca 1997      | 6         | 1         | Spartak Moskwa    |

## Sztab szkoleniowy
| Funkcja                         | Imię i nazwisko   |
| ------------------------------- | ----------------- |
| Selekcjoner                     | Janne Andersson   |
| Asystent                        | Peter Wettergren  |
| Trener bramkarzy                | Maths Elfvendal   |
| Trener przygotowania fizycznego | Dr. Paul Balsom   |
| Dyrektor techniczny             | Stefan Pettersson |

## Rekordziści
Kolorem niebieskim zaznaczono wciąż aktywnych piłkarzy
| Lp. | Nazwisko             | Lata gry w kadrze | Mecze | Bramki |
| --- | -------------------- | ----------------- | ----- | ------ |
| 1.  | Anders Svensson      | 1999–2013         | 148   | 21     |
| 2.  | Thomas Ravelli       | 1981–1997         | 143   | 0      |
| 3.  | Andreas Isaksson     | 2002–2016         | 133   | 0      |
| 3.  | Sebastian Larsson    | 2008–2021         | 133   | 10     |
| 5.  | Kim Källström        | 2001–2016         | 131   | 16     |
| 6.  | Zlatan Ibrahimović   | 2001–2023         | 121   | 62     |
| 7.  | Olof Mellberg        | 2000–2012         | 117   | 8      |
| 8.  | Roland Nilsson       | 1986–2000         | 116   | 2      |
| 9.  | Björn Nordqvist      | 1963–1978         | 115   | 0      |
| 10. | Niclas Alexandersson | 1993–2008         | 109   | 7      |

| Lp. | Nazwisko           | Lata gry w kadrze | Bramki | Mecze |
| --- | ------------------ | ----------------- | ------ | ----- |
| 1.  | Zlatan Ibrahimović | 2001–2023         | 62     | 121   |
| 2.  | Sven Rydell        | 1923–1932         | 49     | 43    |
| 3.  | Gunnar Nordahl     | 1942–1948         | 43     | 33    |
| 4.  | Henrik Larsson     | 1993–2009         | 37     | 106   |
| 5.  | Gunnar Gren        | 1940–1958         | 31     | 57    |
| 5.  | Kennet Andersson   | 1990–2000         | 31     | 83    |
| 7.  | Marcus Allbäck     | 1999–2008         | 30     | 74    |
| 8.  | Martin Dahlin      | 1991–2000         | 29     | 60    |
| 9.  | Agne Simonsson     | 1957–1967         | 27     | 51    |
| 10. | Tomas Brolin       | 1990–1995         | 26     | 47    |

## Selekcjonerzy
| Imię i nazwisko    | Okres     |
| ------------------ | --------- |
| Ludvig Kornerup    | 1908      |
| Wilhelm Friber     | 1909–1911 |
| John Ohlson        | 1912      |
| Ruben Gelbord      | 1912–1913 |
| Hugo Levin         | 1914–1915 |
| Frey Svenson       | 1916      |
| Anton Johanson     | 1917–1920 |
| John Pettersson    | 1921–1936 |
| Carl Linde         | 1937      |
| Gustaf Carlson     | 1938–1942 |
| Komitet selekcyjny | 1942      |
| Rudolf Kock        | 1943–1956 |
| Eric Persson       | 1957–1961 |
| Lennart Nyman      | 1962–1965 |
| Orvar Bergmark     | 1966–1970 |
| Georg Ericson      | 1971–1979 |
| Lars Arnesson      | 1980–1985 |
| Olle Nordin        | 1986–1990 |
| Nisse Andersson    | 1990      |

| Imię i nazwisko                  | Okres     |
| -------------------------------- | --------- |
| Tommy Svensson                   | 1991–1997 |
| Tommy Söderberg                  | 1998–1999 |
| Lars Lagerbäck i Tommy Söderberg | 2000–2004 |
| Lars Lagerbäck                   | 2004–2009 |
| Erik Hamrén                      | 2009–2016 |
| Janne Andersson                  | 2016–2023 |
| Jon Dahl Tomasson                | 2024–     |

## Udział w międzynarodowych turniejach
| 1930 | Nie brała udziału       | Nie brała udziału       |
| 1934 | Awans                   | Ćwiećfinał              |
| 1938 | Awans                   | IV miejsce              |
| 1950 | Awans                   | III miejsce             |
| 1954 | Nie zakwalifikowała się | Nie zakwalifikowała się |
| 1958 | Gospodarz               | II miejsce              |
| 1962 | Nie zakwalifikowała się | Nie zakwalifikowała się |
| 1966 | Nie zakwalifikowała się | Nie zakwalifikowała się |
| 1970 | Awans                   | Faza grupowa            |
| 1974 | Awans                   | Druga faza grupowa      |
| 1978 | Awans                   | Faza grupowa            |
| 1982 | Nie zakwalifikowała się | Nie zakwalifikowała się |
| 1986 | Nie zakwalifikowała się | Nie zakwalifikowała się |
| 1990 | Awans                   | Faza grupowa            |
| 1994 | Awans                   | III miejsce             |
| 1998 | Nie zakwalifikowała się | Nie zakwalifikowała się |
| 2002 | Awans                   | 1/8 finału              |
| 2006 | Awans                   | 1/8 finału              |
| 2010 | Nie zakwalifikowała się | Nie zakwalifikowała się |
| 2014 | Nie zakwalifikowała się | Nie zakwalifikowała się |
| 2018 | Awans                   | Ćwierćfinał             |
| 2022 | Nie zakwalifikowała się | Nie zakwalifikowała się |
| 2026 |                         |                         |
| 2030 |                         |                         |

| 1960 | Nie brała udziału       | Nie brała udziału       |
| 1964 | Nie zakwalifikowała się | Nie zakwalifikowała się |
| 1968 | Nie zakwalifikowała się | Nie zakwalifikowała się |
| 1972 | Nie zakwalifikowała się | Nie zakwalifikowała się |
| 1976 | Nie zakwalifikowała się | Nie zakwalifikowała się |
| 1980 | Nie zakwalifikowała się | Nie zakwalifikowała się |
| 1984 | Nie zakwalifikowała się | Nie zakwalifikowała się |
| 1988 | Nie zakwalifikowała się | Nie zakwalifikowała się |
| 1992 | Gospodarz               | Półfinał                |
| 1996 | Nie zakwalifikowała się | Nie zakwalifikowała się |
| 2000 | Awans                   | Faza grupowa            |
| 2004 | Awans                   | Ćwierćfinał             |
| 2008 | Awans                   | Faza grupowa            |
| 2012 | Awans                   | Faza grupowa            |
| 2016 | Awans                   | Faza grupowa            |
| 2020 | Awans                   | 1/8 finału              |
| 2024 | Nie zakwalifikowała się | Nie zakwalifikowała się |
| 2028 |                         |                         |
| 2032 |                         |                         |